# Álvaro Juanes
Álvaro Andrés Juanes Navarro (Comayagua, Departamento de Comayagua, Honduras, 21 de diciembre de 1986) es un futbolista hondureño. Juega como portero y su equipo actual es el Club Deportivo Génesis de la Liga Nacional de Honduras.
Es hijo del exarquero del Olimpia durante las décadas de 1970 y 1980 Samuel Sentini.

## Clubes
| Club          | País     | Año           |
| ------------- | -------- | ------------- |
| Olimpia       | Honduras | 2009 - 2011   |
| Social Sol    | Honduras | 2011-2012     |
| Parrillas One | Honduras | 2013-2015     |
| Génesis       | Honduras | 2023-presente |

## Palmarés

### Campeonatos nacionales
| Título                      | Club          | País     | Año           |
| --------------------------- | ------------- | -------- | ------------- |
| Liga Nacional de Honduras   | Olimpia       | Honduras | Clausura 2010 |
| Liga de Ascenso de Honduras | Parrillas One | Honduras | Clausura 2013 |
| Finalísima del Ascenso      | Parrillas One | Honduras | 2013          |